# Tournoi d'Écry
Le tournoi d'Écry ou tournoi d'Écry-sur-Aisne eut lieu sur la commune actuelle d'Asfeld en novembre 1199.

## Contexte historique
Après l'échec de la précédente croisade, le pape Innocent III appelle à une nouvelle croisade le 15 août 1198, quelques mois après son élection, alors que l'Europe est réticente à engager une autre campagne militaire en Terre sainte. À cet effet, il charge le prédicateur Foulques de Neuilly, célèbre par sa piété et son éloquence, de prêcher la quatrième croisade.

## Le tournoi
Le comte de Champagne Thibaut III organise en novembre 1199 à Écry un grand tournoi où se rendent d'importants seigneurs dont son cousin Louis, comte de Blois, ainsi que la fine fleur de la chevalerie française et champenoise.

## Contexte
Lors du conflit entre Capétiens et Plantagenêt, plusieurs seigneurs champenois et flamands auraient pris le parti anglais contre le roi de France.
À la suite du décès de Richard Cœur de Lion le 6 avril 1199, ceux-ci auraient pris la croix afin d'avoir la protection de l'Église (qui protégeait les biens des croisés en leur absence) et d'éviter d'avoir à subir les représailles de Philippe-Auguste, ce qui pourrait également expliquer le succès de cette cause lors du tournoi d'Écry[réf. incomplète].

## Liste des participants

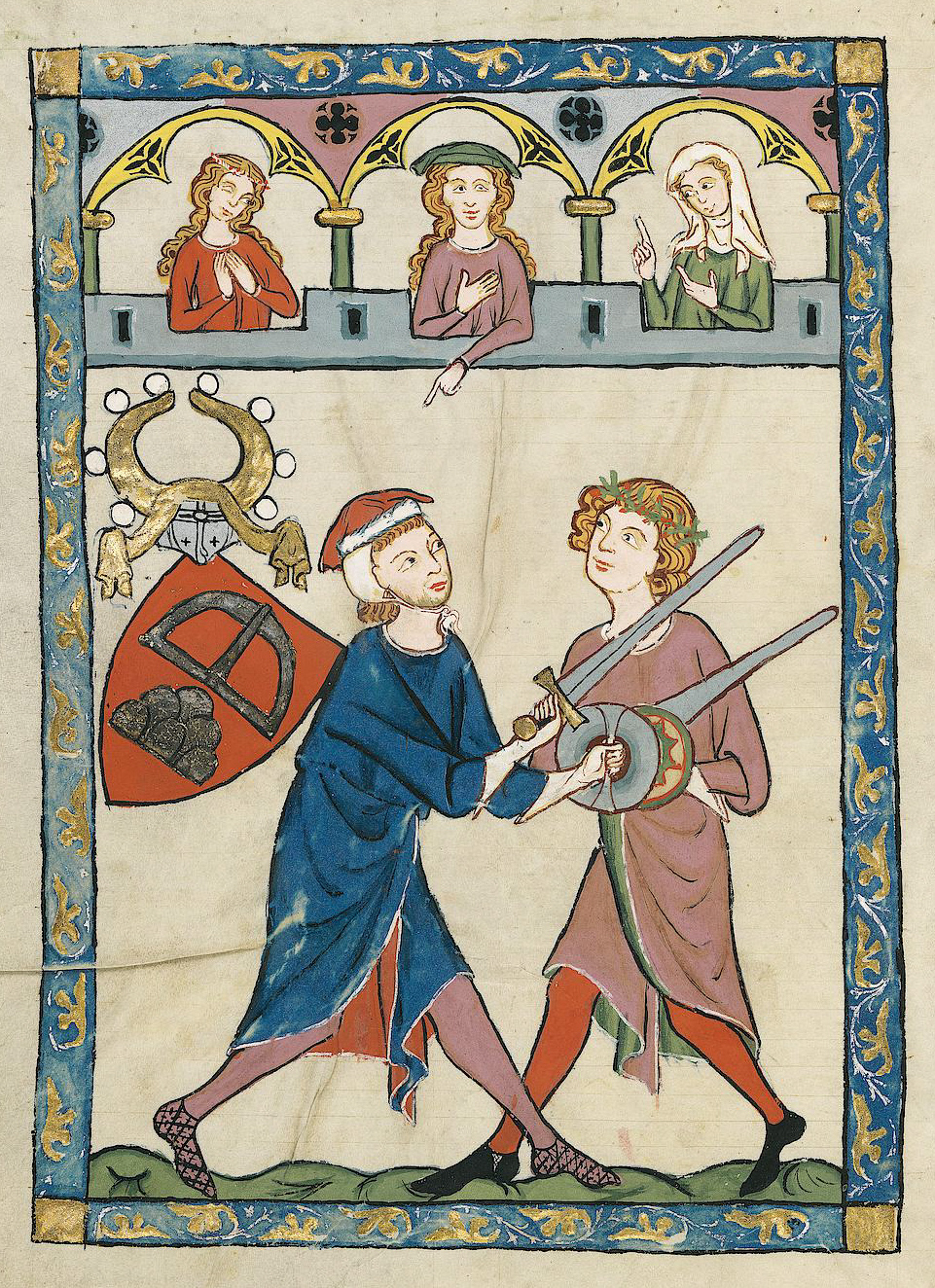
Duel à l’épée et au bocle (petit bouclier rond) (enluminure du Codex Manesse, 1320)

- Thibaut III de Champagne, comte de Champagne
- Louis de Blois, comte de Blois
- Simon IV de Montfort, que la croisade contre les Albigeois rendra célèbre
- Renaud de Montmirail, fils de Jean de Montmirail
- Gautier III de Brienne, comte de Brienne
- Jean de Brienne (probablement), frère du précédent, futur roi de Jérusalem
- Geoffroy V de Joinville, sénéchal de Champagne
- Robert de Joinville, frère du précédent
- Gautier de Vignory
- Gautier de Montbéliard
- Eustache de Conflans, cousin du comte de Brienne
- Gui du Plessis, son beau-frère
- Henri d'Arzillières
- Oger de Saint-Chèron
- Vilain de Nully
- Geoffroi de Villehardouin, maréchal de Champagne, et futur chroniqueur de la quatrième croisade[3]
- Robert de Villehardouin, frère du précédent
- Geoffroi Ier de Villehardouin, neveu des précédents
- Guillaume de Neuilly
- Evrard de Montigny
- Manassés de l'Isle-sous-Montréal
- Macaire de Sainte-Menehould
- Milon le Breban de Provins
- Gui de Chappes
- Clarembaud de Chappes, neveu du précédent
- Renard II de Dampierre-en-Astenois
- Garnier de Traînel, évêque de Troyes

### Participants parfois mentionnés
- Baudouin VI de Hainaut, comte de Flandre et de Hainaut (mentionné par des auteurs du XIXe siècle sans mention de source médiévale)
- Geoffroy III du Perche, comte du Perche (mentionné par des auteurs du XIXe siècle sans mention de source médiévale)
- Hugues IV de Campdavaine, comte de Saint-Pol (mentionné par des auteurs du XIXe siècle sans mention de source médiévale)
- Eudes II de Champlitte (mentionné par des auteurs du XIXe siècle[4] sans mention de source médiévale)
- Guillaume Ier de Champlitte[4], frère du précédent

## Articles connexes

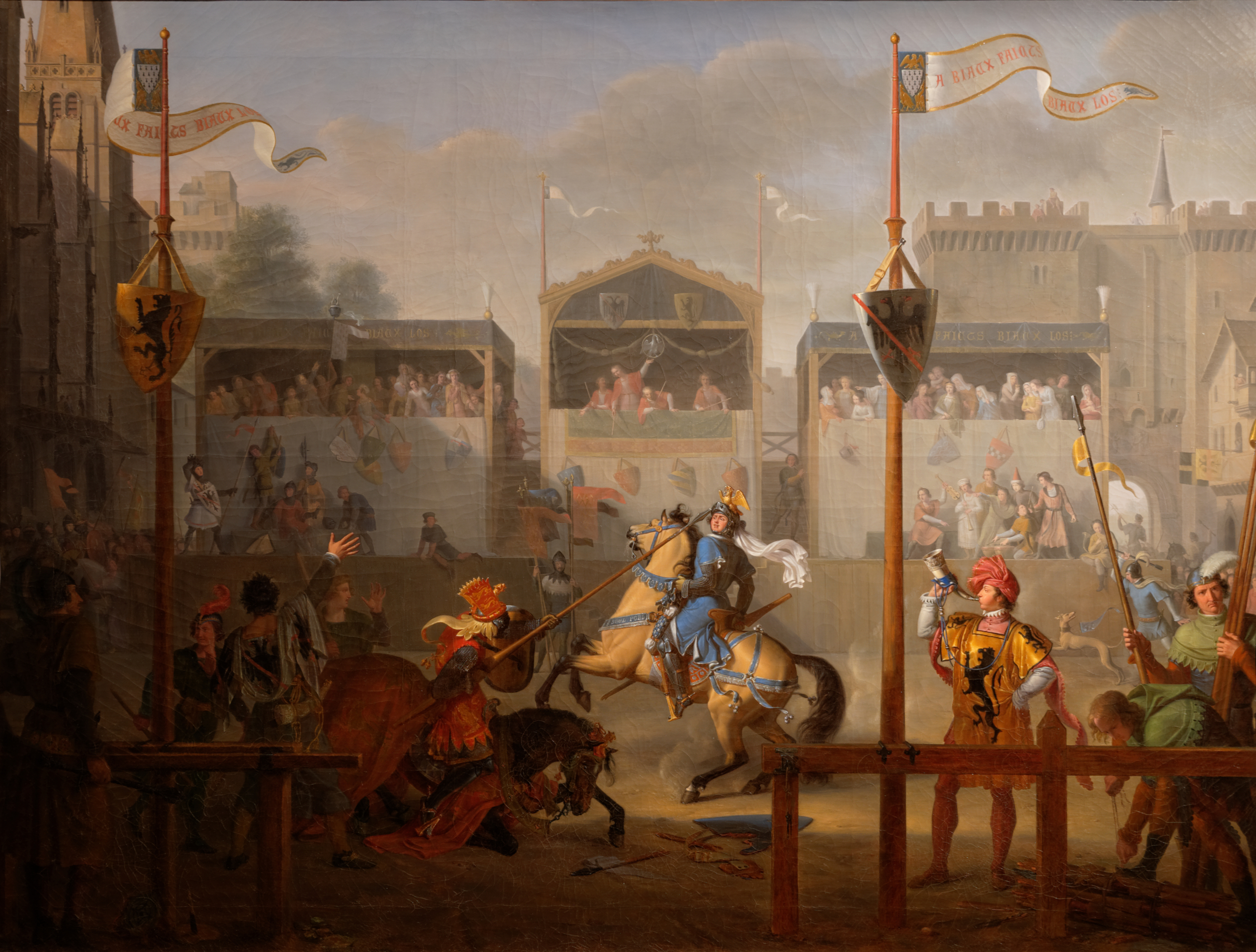
Le tournoi, de Pierre Révoil, 1812